# Lista orașelor din Gambia
- Această pagină este o listă de orașe din Gambia.

- Bakau
- Banjul
- Bansang
- Basse Santa Su
- Brikama
- Brufut
- Farafenni
- Janjanbureh (Georgetown)
- Jufureh
- Kalagi
- Kanilai
- Kerewan
- Kololi
- Kuntaur
- Lamin, Western, Gambia
- Lamin, North Bank, Gambia
- Mansa Konko
- Nema Kunku
- Serekunda
- Soma
- Sukuta
- Tanji